# آلپیکات
آلپیکات (به اسپانیایی: Alpicat) یک منطقهٔ مسکونی در اسپانیا است که در سگریا واقع شده‌است. آلپیکات ۱۵٫۳ کیلومتر مربع مساحت دارد ۲۶۴ متر بالاتر از سطح دریا واقع شده‌است.